# Талежа
Талежа је насељено мјесто у граду Требиње, Република Српска, БиХ. Према попису становништва из 2013. у насељу је живио 31 становник.

## Становништво
| Демографија | Демографија | Демографија |
| Година      | Становника  | Становника  |
| ----------- | ----------- | ----------- |
| 1961.       | 90          |             |
| 1971.       | 89          |             |
| 1981.       | 81          |             |
| 1991.       | 63          |             |
| 2013.       | 31          |             |